# Championnat du Portugal de rugby à XV 2016-2017
Navigation
Championnat 2015-2016 Championnat 2017-2018
Le championnat du Portugal de rugby à XV 2016-2017 met aux prises les dix meilleurs clubs de rugby à XV du Portugal. Lors d'une première phase dite régulière, les équipes se rencontrent en matchs aller-retour. Puis les 6 meilleurs clubs se rencontrent en confrontations directes afin de déterminer le champion.

## Clubs de l'édition 2016-2017
| Lisbonne Coimbra Lousã Porto Cascais Montemor-o-Novo |

| Équipe      | Stade                           | Capacité | Ville           | Entraîneurs                   |
| ----------- | ------------------------------- | -------- | --------------- | ----------------------------- |
| Académica   | Estádio Sérgio Conceição        |          | Coimbra         | Sérgio Franco & Luis Sequeira |
| Agronomia   | Campo Tapada Da Ajuda           |          | Lisbonne        | João Moura & Nuno Damasceno   |
| Belenenses  | Estádio do Restelo              |          | Lisbonne        | João Uva                      |
| CDUL        | Estádio Universitário de Lisboa | 3677     | Lisbonne        | Jack Farrer                   |
| CDUP        | Estádio Universitário do Porto  |          | Porto           | Marcello d'Orey               |
| RC Montemor | Parque Desportivo               |          | Montemor-o-Novo |                               |
| Direito     | Campo de Monsanto               |          | Lisbonne        | Martim Aguiar                 |
| GDS Cascais | Campo da Guia                   |          | Cascais         | Antonio Mota                  |
| RC Lousã    | Estádio de Rugby José Redondo   |          | Lousã           | -                             |
| Técnico     | Campo das Olaias                |          | Lisbonne        | Kane Hancy                    |

## Phase régulière

### Classement final
| Rang | Club            | J  | V  | N | D  | Bo     | Bd | Pm  | Pe  | Diff | Pts |
| ---- | --------------- | -- | -- | - | -- | ------ | -- | --- | --- | ---- | --- |
| 1    | Agronomia       | 18 | 15 | 0 | 3  | 8 + 10 | 1  | 632 | 233 | +399 | 79  |
| 2    | Direito (T)     | 18 | 14 | 1 | 3  | 8 + 9  | 1  | 710 | 249 | +461 | 76  |
| 3    | CDUL            | 18 | 12 | 0 | 6  | 8 + 6  | 4  | 488 | 225 | +263 | 66  |
| 4    | Belenenses      | 18 | 11 | 1 | 6  | 8 + 5  | 1  | 483 | 323 | +160 | 60  |
| 5    | GDS Cascais     | 18 | 10 | 0 | 8  | 8 + 6  | 5  | 531 | 295 | +236 | 59  |
| 6    | AEIS Técnico    | 18 | 10 | 0 | 8  | 8 + 6  | 2  | 453 | 370 | +83  | 56  |
| 7    | Académica       | 18 | 8  | 1 | 9  | 8 + 3  | 2  | 387 | 425 | -38  | 47  |
| 8    | CDUP            | 18 | 6  | 1 | 11 | 8 + 3  | 0  | 340 | 555 | -215 | 37  |
| 9    | RC Montemor (P) | 18 | 2  | 0 | 16 | 8 + 1  | 0  | 241 | 813 | -572 | 17  |
| 10   | RC Lousã        | 18 | 0  | 0 | 18 | 8 + 0  | 0  | 172 | 949 | -777 | 8   |

La colonne BO indique les points délivrés au titre des folgas + les points de bonus offensifs obtenus par chaque équipe.
|  | Qualifiés pour le tour final (no 1, no 2, no 3, no 4, no 5, no 6) |
|  | Poule de relégation (no 7, no 8, no 9, no 10)                     |
|  | T : tenant du titre 2016 • P : promu                              |

Attribution des points : victoire sur tapis vert : 5, victoire : 4, match nul : 2, défaite : 0, forfait : -2 ; plus les bonus (offensif : 4 essais marqués et 3 ou plus de différence ; défensif : défaite par 7 points d'écart ou moins).

### Tableau synthétique des résultats
L'équipe qui reçoit est indiquée dans la colonne de gauche.
| Clubs       | AGRO  | BELE  | CDUL  | CDUP  | ACAD  | LOUS   | DIRE  | GDSC  | MONT  | TECN  |
| ----------- | ----- | ----- | ----- | ----- | ----- | ------ | ----- | ----- | ----- | ----- |
| Agronomia   |       | 16-18 | 13-26 | 40-00 |       | 87-07  |       | 12-09 | 60-07 | 25-09 |
| Belenenses  |       |       |       |       | 40-25 | 54-03  | 20-48 |       |       | 20-06 |
| CDUL        | 12-24 | 20-05 |       |       | 22-03 | 69-00  | 12-28 |       | 57-05 |       |
| CDUP        |       | 25-13 | 05-24 |       | 32-23 | 52-15  | 03-88 | 07-31 | 39-19 |       |
| Academica   | 15-29 |       | 21-20 | 32-11 |       | 36-10  |       | 19-18 | 65-05 |       |
| RC Lousã    | 10-73 | 10-46 | 03-28 |       |       |        |       |       | 14-46 | 20-36 |
| Direito     |       | 26-15 | 10-09 | 16-16 | 80-07 | 107-07 |       | 16-10 |       |       |
| GDSC        |       | 25-18 | 27-23 | 43-13 | 25-21 | 67-00  | 15-24 |       | 84-03 | 17-13 |
| RC Montemor | 12-42 | 08-40 |       |       | 09-21 | 33-08  | 10-59 |       |       | 14-52 |
| CR Técnico  |       | 31-12 | 21-36 | 31-11 | 24-16 |        | 10-47 |       | 52-12 |       |

|  | Victoire à domicile |  | Match nul |  | Défaite à domicile |

## Phase finale

### Tableau
Les deux premiers de la phase régulière sont directement qualifiés pour les demi-finales. En matchs de barrage pour attribuer les deux autres places, le troisième reçoit le sixième et le quatrième reçoit le cinquième. Les vainqueurs affrontent respectivement le deuxième et le premier.
|  | Barrages      | Barrages      |                |                        | Demi-finales   | Demi-finales |  |  | Finale      | Finale      |
|  | Barrages      | Barrages      |                |                        | Demi-finales   | Demi-finales |  |  | Finale      | Finale      |
|  |               |               |                |                        |                |              |  |  |             |             |
|  | 30 avril 2017 | 30 avril 2017 |                |                        | 6 mai 2017     | 6 mai 2017   |  |  | 13 mai 2017 | 13 mai 2017 |
|  | 30 avril 2017 | 30 avril 2017 |                |                        | 6 mai 2017     | 6 mai 2017   |  |  | 13 mai 2017 | 13 mai 2017 |
|  | 30 avril 2017 | 30 avril 2017 | AEIS Agronomia | 17                     |                |              |  |  | 13 mai 2017 | 13 mai 2017 |
|  | Belenenses    | 12            | AEIS Agronomia | 17                     |                |              |  |  | 13 mai 2017 | 13 mai 2017 |
|  | Belenenses    | 12            | GDS Cascais    | 13                     |                |              |  |  | 13 mai 2017 | 13 mai 2017 |
|  | GDS Cascais   | 15            | GDS Cascais    | 13                     |                |              |  |  | 13 mai 2017 | 13 mai 2017 |
|  | GDS Cascais   | 15            | 6 mai 2017     | 6 mai 2017             | AEIS Agronomia | 21           |  |  |             |             |
|  | 29 avril 2017 |               | 6 mai 2017     | 6 mai 2017             | AEIS Agronomia | 21           |  |  |             |             |
|  |               | CDUL          | 6 mai 2017     | 6 mai 2017             | 25             |              |  |  |             |             |
|  | CDUL          | CDUL          | 6 mai 2017     | 6 mai 2017             | 25             | 46           |  |  |             |             |
|  | CDUL          | GD Direito    | 13             |                        |                | 46           |  |  |             |             |
|  | Técnico       | GD Direito    | 13             | 15                     |                |              |  |  |             |             |
|  | Técnico       | CDUL          | 17             | 15                     |                |              |  |  |             |             |
|  |               | CDUL          | 17             | Match pour la 3e place |                |              |  |  |             |             |
|  |               |               |                |                        |                |              |  |  |             |             |
|  | 27 mai 2017   |               |                |                        |                |              |  |  |             |             |
|  |               |               |                |                        |                |              |  |  |             |             |
|  | [4] -         |               |                |                        |                |              |  |  |             |             |
|  |               |               |                |                        |                |              |  |  |             |             |
|  | [3] -         |               |                |                        |                |              |  |  |             |             |
|  |               |               |                |                        |                |              |  |  |             |             |